# Special Olympics Benin
Special Olympics Benin (englisch: Special Olympics Benin) ist der beninische Verband von Special Olympics International, der weltweit größten Sportbewegung für Menschen mit geistiger Beeinträchtigung und Mehrfachbeeinträchtigung. Ziel ist die sportliche Förderung dieser Personengruppe und die Sensibilisierung der Gesellschaft für sie. Außerdem betreut der Verband die beninischen Athletinnen und Athleten bei den Special Olympics Wettbewerben.

## Geschichte
Special Olympics Benin wurde 1992 mit Sitz in Cotonou gegründet und 1998 offiziell anerkannt.

## Aktivitäten
2018 waren 2.204 Athletinnen, Athleten und Unified Partner sowie 461 Trainer bei Special Olympics Benin registriert.
Der Verband nahm 2019 an den Programmen Athlete Leadership und Young Athletes teil, die von Special Olympics International ins Leben gerufen worden waren.

### Sportarten
Folgende Sportarten wurden 2019 vom Verband angeboten: 
- Basketball (Special Olympics)
- Fußball (Special Olympics)
- Leichtathletik (Special Olympics)
- Radsport (Special Olympics)
- Schwimmen (Special Olympics)
- Volleyball (Special Olympics)

### Teilnahme an Weltspielen vor 2020
- 1995 Special Olympics World Summer Games, Connecticut, USA (6 Athletinnen und Athleten)
- 1999 Special Olympics World Summer Games, North Carolina, USA (18 Athletinnen und Athleten)
- 2003 Special Olympics World Games, Dublin, Irland (9 Athletinnen und Athleten)
- 2007 Special Olympics World Summer Games, Shanghai, China (19 Athletinnen und Athleten)
- 2015 Special Olympics World Summer Games, Los Angeles, USA (4 Athletinnen und Athleten)
- 2019 Special Olympics, World Summer Games, Abu Dhabi (8 Athletinnen und Athleten)

### Teilnahme an den Special Olympics World Summer Games 2023 in Berlin
Special Olympics Benin beteiligte sich an den Special Olympics World Summer Games 2023. Die Delegation wurde vor den Spielen im Rahmen des Host Town Program von Saarbrücken  betreut und bestand aus 20 Personen. Das Team gewann bei diesen Weltspielen  Gold-,  Silber- und  Bronzemedaillen. Das Team gewann bei diesen Weltspielen drei Gold-,  zwei Silber- und sieben Bronzemedaillen.